# برهامية عاشورية
الطريقة البرهامية العاشورية، هي طريقة صوفية سُنيّة، متفرعة من الطريقة الدسوقية المنسوبة لمؤسسها إبراهيم الدسوقي، وشيخ الطريقة الحالي هو «نور محمد علي عاشور» الذي شغل المشيخة وعمره 13 سنة في عام 2021 وعمه الشيخ «أشرف عاشور» وصياَ عليه حتى بلوغه سن الرشد بعد وفاة الشيخ السابق «محمد علي عاشور» في 10 أكتوبر 2020.